# Viborg Rådhus
Viborg Rådhus er rådhus for Viborg Kommune. Bygningen er på 20.000 kvadratmeter, blev tegnet af Henning Larsen Architects, og indviet i september 2011. Hele komplekset er beliggende på det tidligere kaserneområde i Viborg.